# Aeroportul Municipal Olney
Aeroportul Municipal Olney (IATA: ONY, ICAO: KONY, FAA LID: ONY) este un aeroport din Texas, Statele Unite ale Americii.
Situat la o altitudine de 388,74192 m, aeroportul dispune de 3 piste.

## Infrastructură

### Piste
Aeroportul dispune de 3 piste: 
- pista 04/22 din asfalt, cu dimensiunile 5.100 picioare × 75 picioare
- pista 13/31 din asfalt, cu dimensiunile 5.099 picioare × 75 picioare
- pista 17/35 din asfalt, cu dimensiunile 5.101 picioare × 75 picioare